# Eve Queler
Eve Queler (Nova York, 11 de gener de 1931) és una directora d'orquestra estatunidenca i directora artística emèrita de l'Orquestra de l'Òpera de Nova York (OONY), que ella mateixa va fundar el 1971, després d'haver treballat a la Metropolitan Opera i a l'Òpera de Ciutat de la Nova York. És notable per la seva defensa i direcció d'òperes poc representades o conegudes com ara Rienzi i Jenůfa.
El 1975 va dirigir I vespri siciliani de Verdi al Gran Teatre del Liceu, amb Montserrat Caballé i Plácido Domingo; el 1977 va tornar-hi i dirigí Parisina d'Este de Donizetti, també amb Caballé.